# PL/Tcl
PL/Tcl — это вариант языка программирования Tcl используемый при написании триггеров и хранимых процедур популярного сервера БД PostgreSQL.
Как и для PL/Perl и PL/Python разрешается использовать лишь подмножество Tcl — запрещаются все операции ввода-вывода за пределы базы данных.